# Eugenio Barba
Eugenio Barba (Bríndisi, 1936) és un dramaturg i director de teatre italià establert a Dinamarca, cocreador del concepte d'antropologia teatral i fundador en 1964 del teatre Odin i en 1979 de l'ISTA, International School of Theatre Anthropology (Escola Internacional d'Antropologia Teatral), de la qual és director, a Holstebro.
Alumne de Jerzy Grotowski, és considerat, amb Peter Brook, un dels últims grans mestres vius del teatre occidental. És un dels grans desenvolupadors del teatre físic.